# Желтов, Юрий Васильевич
Ю́рий Васи́льевич Желто́в  (1926—2009) — советский и российский учёный, инженер и преподаватель в области разработки нефтяных, нефтегазоконденсатных и газовых месторождений, доктор технических наук (1971), профессор Университета им. нефти и газа им. И. М. Губкина, заслуженный деятель науки и техники РСФСР (1985), лауреат Государственной премии РФ в области науки и техники (1999).

## Биография
Учился в Московском авиационном техникуме (1942—1945); трудился техником-вычислителем в ЦАГИ им. Жуковского (1945—1947); окончил Московский нефтяной институт им. И. М. Губкина (1947—1952);
Далее — и. о. младшего научного сотрудника, старший научный сотрудник лаборатории обработки призабойных зон ВНИИнефть (1952—1956), сотрудник лаборатории Института нефти АН СССР (1956—1961), руководитель лаборатории разработки нефтяных месторождений Института геологии и разработки горючих ископаемых (1961—1979), руководитель лаборатории подземной гидрогазодинамики ВНИИнефть (1979—1997).
Кандидат технических наук (1961), доктор технических наук (1971), профессор (1973).
Автор свыше 200 научных публикаций по вопросам разработки нефтяных, нефтегазоконденсатных и газовых месторождений, автор 10 монографий. Подготовил к защите 25 кандидатов и 9 докторов наук.
Был членом экспертного совета ВАК (1973—1998), советником Президента ОАО РМНТК «Нефтеотдача».
Сын Сергей (род. 1956) — машиностроитель, академик РАН.

## Награды и звания
- Государственная премия в области науки и техники РФ — за создание и промышленное внедрение новых высокоэффективных технологий разработки месторождений вязких нефтей в сложных геологических формациях (1999),
- Заслуженный деятель науки и техники РСФСР (1985),
- Премия имени И. М. Губкина (1968, 1981),
- Почётный нефтяник,
- Заслуженный работник Минтопэнерго РФ.
- Почётный член РАЕН